# Zwarte tijger
De zwarte tijger (Nephrotoma pratensis) is een tweevleugelige uit de familie van de langpootmuggen (Tipulidae). De soort komt voor in het Palearctisch gebied.

## Kenmerken
- Kop onder antenne, tussen oog en rostrum, geel.
- Bovenkant achterlijf met een min of meer uniform grijze brede middenstreep of vlekkenrij.
- Lichaam, met name kop en borststuk, uitgebreid donker of zwart gekleurd.
- Zijstrepen op borststukrug zeer dicht bij of in contact met middelste streep.
- Mannelijk genitaal met U-vormig aanhangsel achteraan.
- Vrouwtje: uiteinde cerci stomp.